# Nothingman BOOTLEG 001
『nothingman BOOTLEG 001』（ナッシングマン・ブートレグ・ゼロゼロイチ）は、nothingmanの2枚目のDVD。2013年1月12日発売。

## 概要
- 2013年1月12日のクラブロックンロールでの公演より会場限定で販売が開始された。(後に公式サイトのネットショップでも取り扱いを開始した。)
- 2013年4月現在、売り切れとなっている[1]。
- nothingmanTVとは、nothingmanの公式YouTubeページで公開されているビデオのことである。

## 収録曲
1. オープニング
2. LIVE at 見放題2012
  - あたらしいあなた
  - そばにいたい
  - アウトマイルーム
  - MC①
  - music
  - MC②
  - 夢の続き
  - MC③
  - beautiful world
  - スローモーション
3. nothingmanTV総集編
  - 2012年9月27日
  - 2012年9月29日-9月30日 三重･新潟ツアー (前編)
  - 2012年9月29日-9月30日 三重･新潟ツアー (後編)
  - 2012年10月7日 初埼玉･熊谷編
  - 2012年10月13日 MINAMI WHEEL 2012編
4. MUSIC VIDEO
  - あと少し